# 合生银耳
合生银耳（学名：Tremella coalescens）是属于银耳目银耳科银耳属的一种真菌，小群丛生于阔叶林中的阔叶树朽枝上。该种分布于中国、美国。